# Eritrea a 2000. évi nyári olimpiai játékokon
Eritrea az ausztráliai Sydneyben megrendezett 2000. évi nyári olimpiai játékok egyik részt vevő nemzete volt. Az országot az olimpián 1 sportágban 3 sportoló képviselte, akik érmet nem szereztek. Eritrea első alkalommal vett részt az olimpiai játékokon.

## Atlétika
Férfi

| Versenyző      | Versenyszám | Előfutam | Előfutam | Előfutam | Döntő   | Döntő    |
| Versenyző      | Versenyszám | Idő      | Hely.    | Össz.    | Idő     | Helyezés |
| -------------- | ----------- | -------- | -------- | -------- | ------- | -------- |
| Bolota Asmerom | 5000 m      | 14:15,26 | 16.      | 32.      | kiesett | kiesett  |
| Yonas Kifle    | 10 000 m    | 28:08,59 | 14.      | 20.      | kiesett | kiesett  |

Női

| Versenyző          | Versenyszám | Előfutam | Előfutam | Előfutam | Döntő   | Döntő    |
| Versenyző          | Versenyszám | Idő      | Hely.    | Össz.    | Idő     | Helyezés |
| ------------------ | ----------- | -------- | -------- | -------- | ------- | -------- |
| Nebiat Habtemariam | 5000 m      | 16:30,41 | 15.      | 44.      | kiesett | kiesett  |